# Distretto di Andelfingen
Il distretto di Andelfingen è un distretto del Canton Zurigo, in Svizzera. Confina con i distretti di Winterthur a sud e di Bülach a sud-ovest, con il Canton Sciaffusa a ovest e a nord-ovest, con la Germania (Baden-Württemberg: circondari di Waldshut a ovest e di Costanza a nord) e con il Canton Turgovia (distretti di Diessenhofen a nord, di Steckborn e di Frauenfeld a est). Il capoluogo è Andelfingen.

## Comuni
Amministrativamente è diviso in 20 comuni:
- Andelfingen
- Benken
- Berg am Irchel
- Buch am Irchel
- Dachsen
- Dorf
- Feuerthalen
- Flaach
- Flurlingen
- Henggart
- Kleinandelfingen
- Laufen-Uhwiesen
- Marthalen
- Ossingen
- Rheinau
- Stammheim
- Thalheim an der Thur
- Trüllikon
- Truttikon
- Volken

### Divisioni
- 1817: Andelfingen → Adlikon, Andelfingen
- 1840: Flurlingen → Flurlingen, Laufen-Uhwiesen
- 1872: Adlikon → Adlikon, Humlikon
- 1879: Trüllikon → Trüllikon, Truttikon

### Fusioni
- 2019: Oberstammheim, Unterstammheim, Waltalingen → Stammheim
- 2023: Adlikon, Andelfingen, Humlikon → Andelfingen